# Grümpentalbrücke
Die Grümpentalbrücke ist ein 1104 m langes zweigleisiges Eisenbahnüberführungsbauwerk der Neubaustrecke Ebensfeld–Erfurt zwischen Streckenkilometer 120,161 und 121,265. Sie ist mit einer Bogenspannweite von 270 Metern mit der gleichen Stützweite wie die benachbarte Talbrücke Froschgrundsee die längste Eisenbahn-Bogenbrücke Deutschlands und löste die bisherige Rekordhalterin, die Autobahnbrücke Wilde Gera, ab. In Europa ist nur die 2016 eröffnete Almonte-Eisenbahnbrücke in Spanien länger.
Die Brücke liegt zwei Kilometer östlich von Schalkau bei Grümpen im Landkreis Sonneberg (Südthüringen) am Fuß des Thüringer Waldes im Schalkauer Plateau. Das Überführungsbauwerk überspannt unter anderem den Bach Grümpen, die Kreisstraße 34 von Grümpen nach Almerswind, eine 110-kV-Freileitung, die Bundesstraße 89 und die Bahnstrecke Eisfeld–Sonneberg. Um den Eingriff in das Landschaftsbild zu minimieren, wurde im Tal der Grümpen der weitspannende Bogen gewählt. Südlich der Brücke schließt sich der 745 m lange Tunnel Müß und nördlich der 1317 m lange Tunnel Baumleite an.
Die Streckentrasse ist bei einer Entwurfsgeschwindigkeit von 300 km/h im Bauwerksbereich mit einem Radius von 6640 m mit anschließendem Übergangsbogen gekrümmt, die Gradiente steigt in Richtung Norden mit 12,5 Promille. Die Brücke hat mit dem Streckenausbau eine Lärmschutzwand von 2,0 m Höhe über Schienenoberkante auf der östlichen und 1,0 m Höhe auf der westlichen Seite sowie eine Feste Fahrbahn mit 4,5 m Gleisabstand erhalten. Die Bauarbeiten begannen im Sommer 2006 mit der Einrichtung der Baustelle, nahmen fünf Jahre in Anspruch und waren 2011 beendet. Die Arbeiten sollten ursprünglich 2009 beendet sein. Mit der Projektleitung wurde die DB ProjektBau von der DB Netz beauftragt. Das Investitionsvolumen soll sich auf 20 Millionen Euro belaufen.

## Unterbau

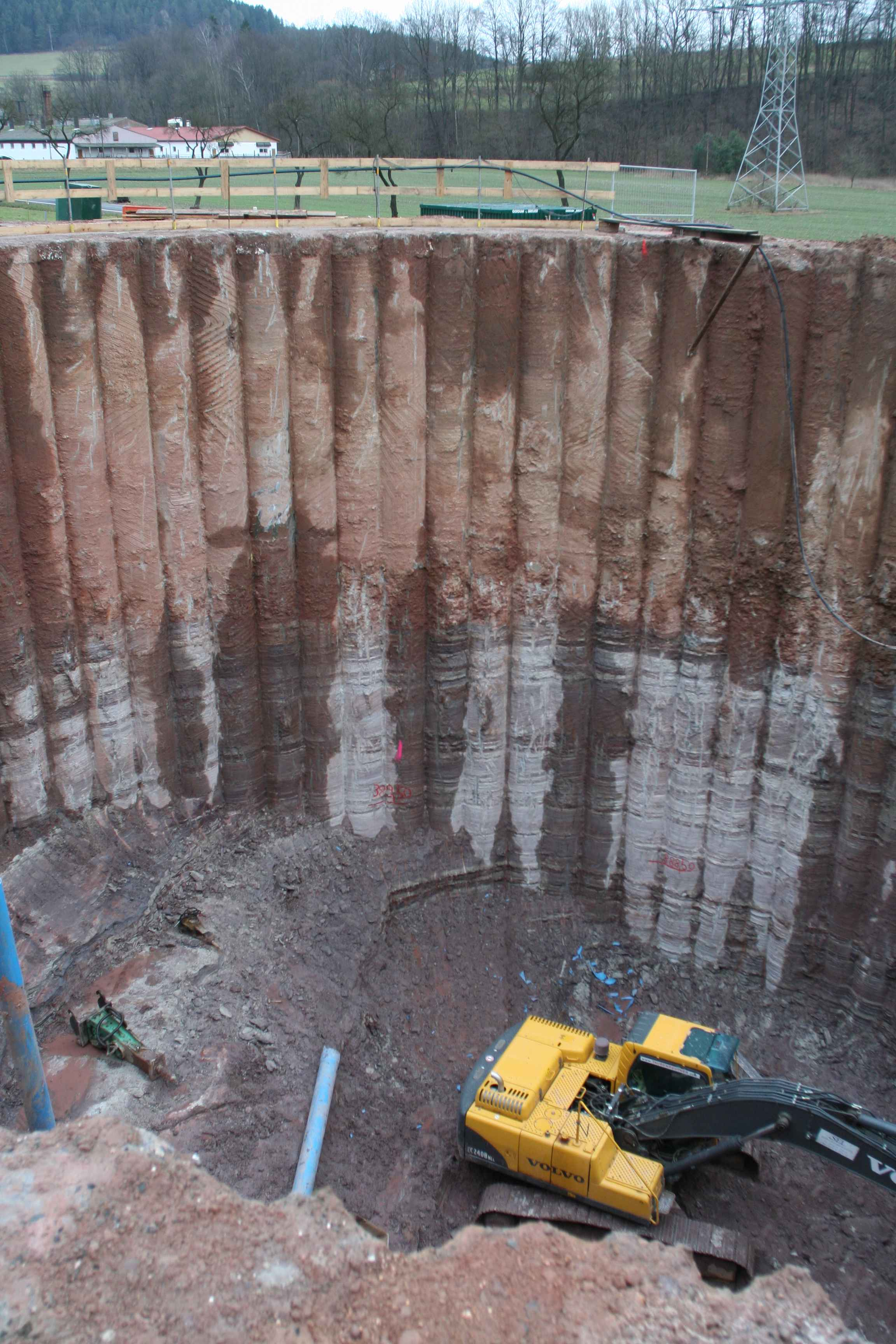
Bohrpfahlwand der Baugrube des nördlichen Kämpferfundamentes (Februar 2007)

Die Pfeiler der Brücke haben einen rechteckigen Stahlbetonhohlquerschnitt mit gebrochenen Ecken und verjüngen sich mit einem Anzug von 70:1 nach oben. Bis auf die zwei Trennpfeiler mit den Außenabmessungen von 4,0 m × 5,8 m (Breite × Tiefe) am Pfeilerkopf betragen bei den anderen 17 Regelpfeilern die Abmessungen 2,7 m × 5,8 m. Die acht Ständer auf dem Bogen haben keinen Anzug, deren Abmessungen sind konstant 2,0 m × 4,8 m. Auch der Stahlbetonbogen mit 270 m Stützweite und einem Stich von ungefähr 63,4 m hat einen Hohlquerschnitt und ist begehbar. Im Scheitel betragen die Außenabmessungen des rechteckigen Querschnittes ungefähr 5,9 m × 4,5 m (Tiefe × Höhe), im Kämpfer sind es näherungsweise 7,4 m × 6,5 m. Der Brückenzug hat drei Festpunkte, zwei sind die Widerlager, eins ist der Bogen. Diese leiteten insbesondere die Längskräfte infolge Bremsen in den Baugrund ab. Dementsprechend sind auf beiden Trennpfeilern Dehnfugen mit Schienenauszügen und Ausgleichsplatten vorhanden. Die Kämpferfundamente sind 25 m tief mit Magerbetonpolstern auf dem Fels gegründet, die Gründung der Pfeiler besteht meist aus Großbohrpfählen.
Das Bauwerk ist auf Sandstein mit Zwischenlagen aus Tonsandstein (Mittlerer und Oberer Buntsandstein) gegründet.

## Überbau

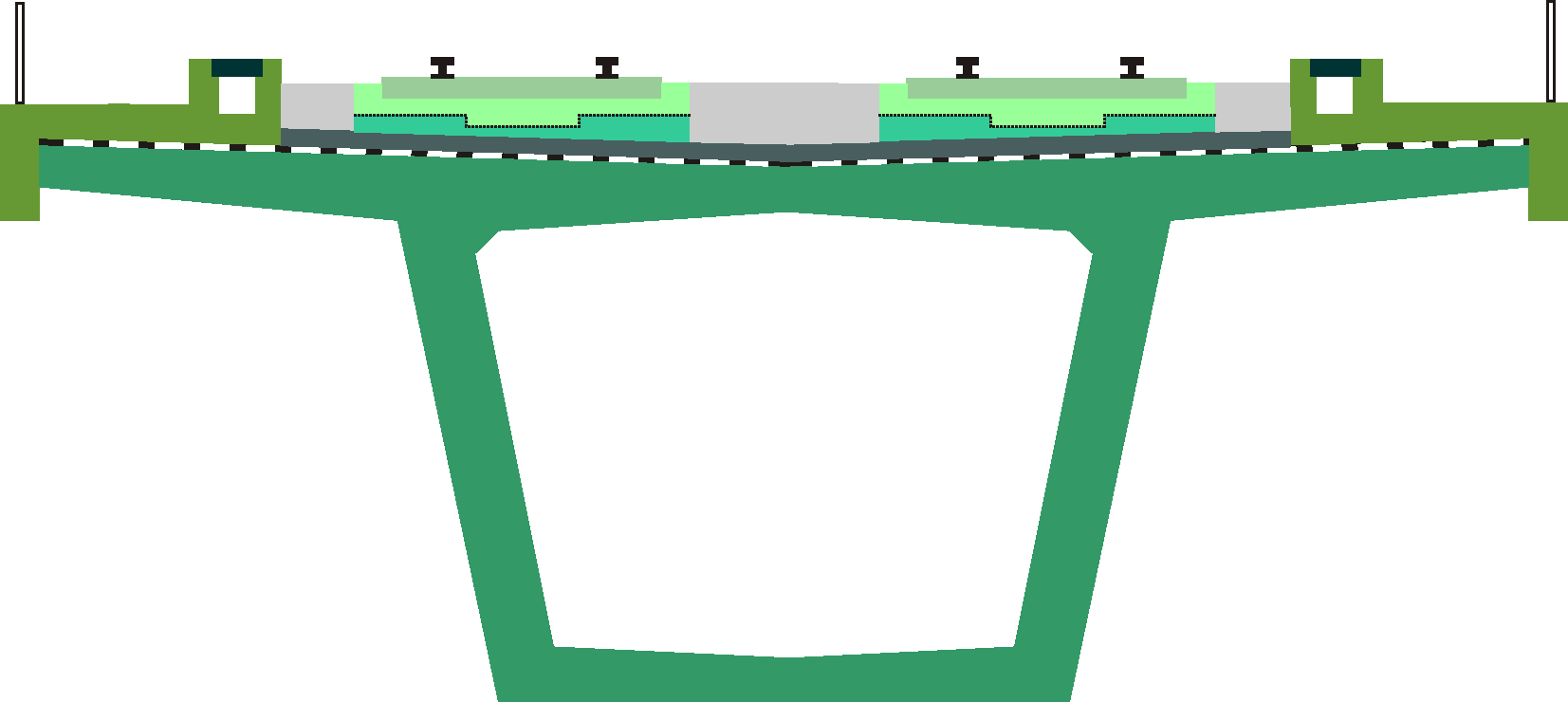
Querschnitt Überbau

Der Überbau besteht aus einer Kette von drei Durchlaufträgern, die 219 m, 446 m und 439 m lang sind und über den beiden Trennpfeilern aneinander anschließen. Im Querschnitt besteht der Überbau aus einem einzelligen vorgespannten 3,6 m hohen Stahlbetonhohlkasten mit geneigten Stegen, in Längsrichtung vorgespannt. Zusätzlich ist die Fahrbahnplatte in Querrichtung vorgespannt. Die Bodenplatte ist 4,8 m, die Fahrbahnplatte 13,3 m breit. Die Stützweiten betragen 43 m + 6 × 44 m + (9 × 30 m = 270 m) + 11 × 44 m + 43 m.

## Geschichte

### Planung
Die Planfeststellung für den Abschnitt der Brücke erfolgte am 24. Mai 1995. Die Entwurfsplanung folgte in weiten Teilen der Rahmenentwurfsplanung der Deutschen Bahn für Talbrücken. Verschiedene Varianten von Balkenbrücken wurden aus gestalterischen Gründen verworfen. Anschließend wurden Bogenbrücken mit Spannweiten zwischen 132 und 270 m untersucht. Eine Variante, die neben dem realisierten 270-Meter-Bogen über das Grümpental einen zusätzlichen 132-Meter-Bogen über das benachbarte Seitental beinhaltete, wurde aus wirtschaftlichen und technischen Gründen verworfen. Als Vorzugsvariante wurde die realisierte Variante mit einem 270 m überspannenden Bogen und Vorlandbrücken von 307 m im Süden und 527 m im Norden gewählt.
Bau und Bauüberwachung wurden Ende 2005 ausgeschrieben und im Februar 2006 vergeben.

### Bauausführung

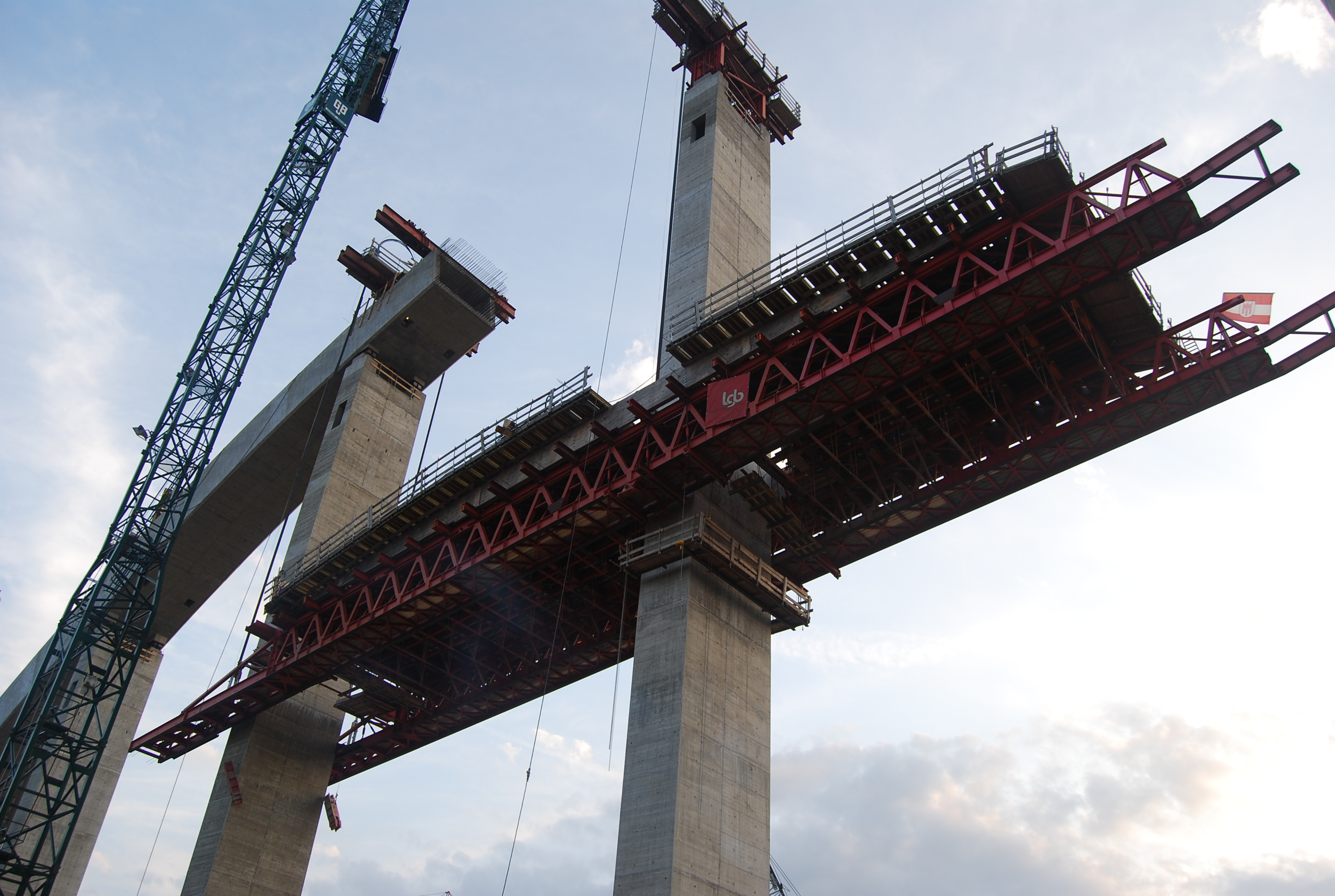
Lehrgerüst des Bogens

Zum Bau werden 34.000 m³ Beton für Gründung, Bogen, Pfeiler und Widerlager sowie 14.700 m³ für den Überbau mit Randkappen aufgewendet. Zusätzlich wurden ungefähr 6.000 Tonnen Beton- und Spannstahl aufgewandt. Für die Fundamente war ein Aushub von 65.000 m³ Erde erforderlich. Der Bogen wurde auf einem Lehrgerüst auf Hilfspfeilern aus Stahlbeton, die nach Fertigstellung des Überbaus gesprengt wurden, abschnittsweise hergestellt. Das Lehrgerüst wurde mit Litzenhebern auf die Pfeiler hochgezogen und wieder abgelassen, der Längsverschub fand unten auf einer Verschiebebahn statt. Nach dem Betonieren des vierten Bogenabschnittes im September 2008 wurde das rund 60 m lange Lehrgerüst abgelassen und gedreht. Es folgte die Montage am südöstlichen Kämpferfundament, das Startpunkt des fünften Bogenabschnittes ist. Ende Oktober 2009 wurde der letzte Bogenabschnitt betoniert. Selbst tragend war der Bogen etwa 14 Tage später, als die Pressen auf den Hilfspfeilern abgelassen wurden. Am 12. November 2009 wurden symbolisch die letzten beiden Kubikmeter Beton für den Bogen gegossen. Der Brückenüberbau wurde mit Hilfe eines Vorschubgerüstes feldweise hergestellt, am nordwestlichen Widerlager beginnend.
Unter anderem kam ein ungefähr 100 m hoher freistehender Turmdrehkran mit einem 70 m langen Ausleger zur Anwendung, der mit dem Baufortschritt längsverschoben wurde. Am 9. Juli 2007 wurde in 24 Stunden das westliche Kämpferfundament mit 1000 m³ Beton hergestellt. Vom 12. bis 16. November 2008 wurde das Magerbetonpolster für das zweite Kämpferfundament mit einem Volumen von 5000 m³ betoniert.
Im Juni 2010 war die Hälfte des Überbaus über dem Bogen erstellt. Am 8. November 2010 wurden die acht Hilfspfeiler mit Höhen von 20 bis 60 m und einem Gesamtbetonvolumen von 1800 m³ mit insgesamt 100 Kilogramm Sprengstoff gesprengt. Anfang Dezember 2010 war das letzte Feld des Überbaus am südlichen Widerlager betoniert. Ende 2011 waren die Arbeiten vor Ort mit über zwei Jahren Verspätung abgeschlossen.

## Galerie

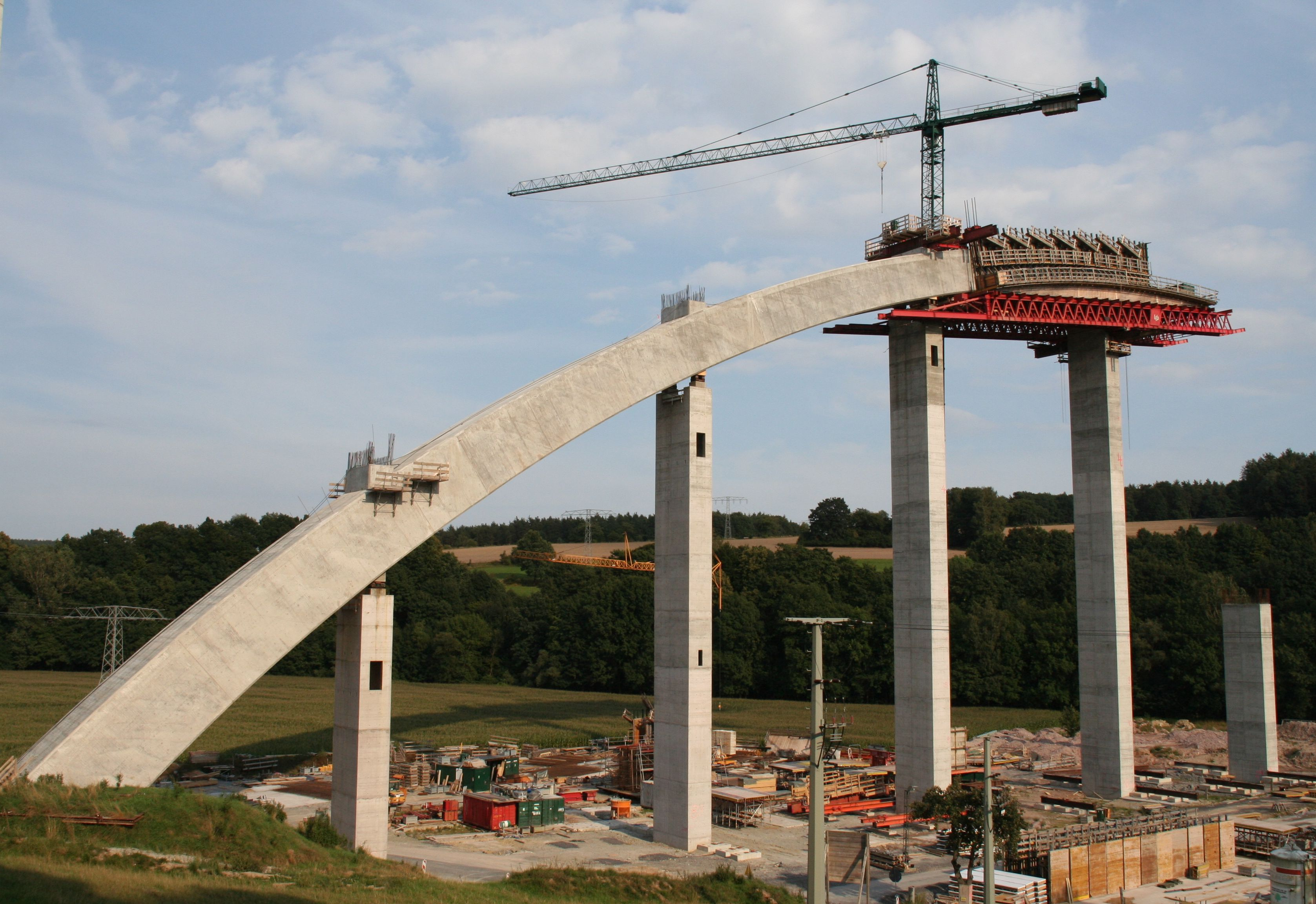
Bauzustand August 2008
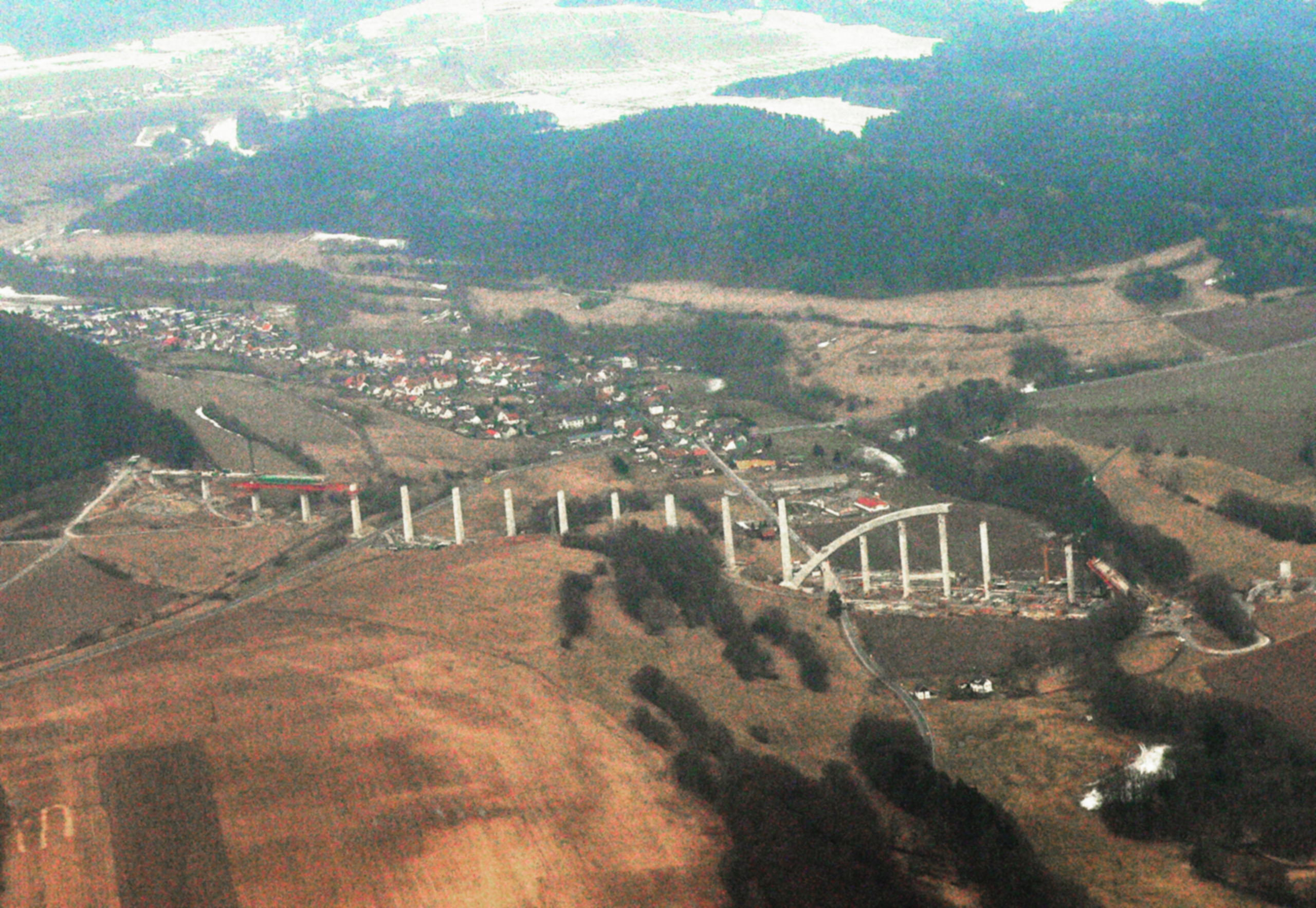
Bauzustand März 2009
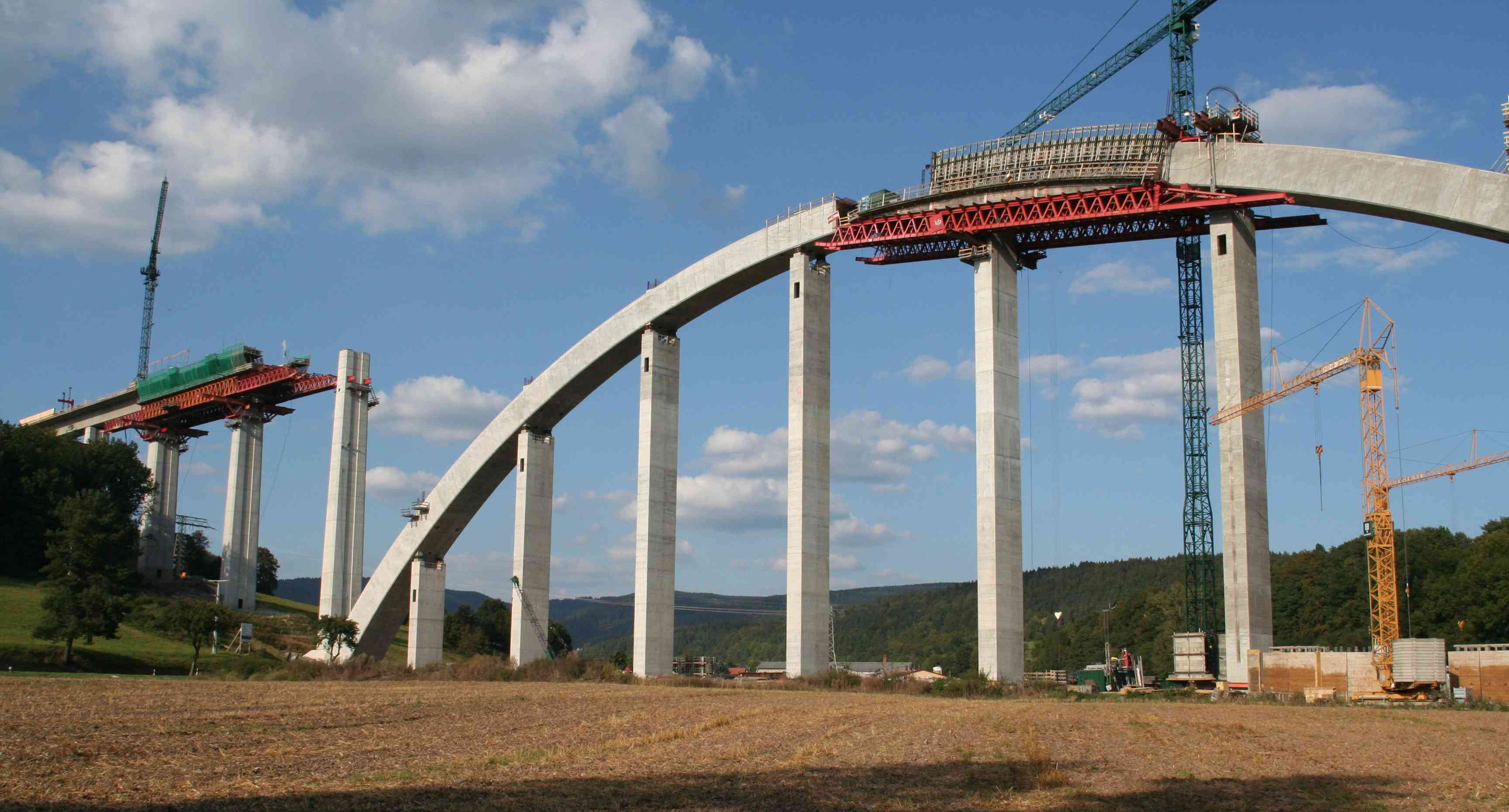
Bauzustand September 2009
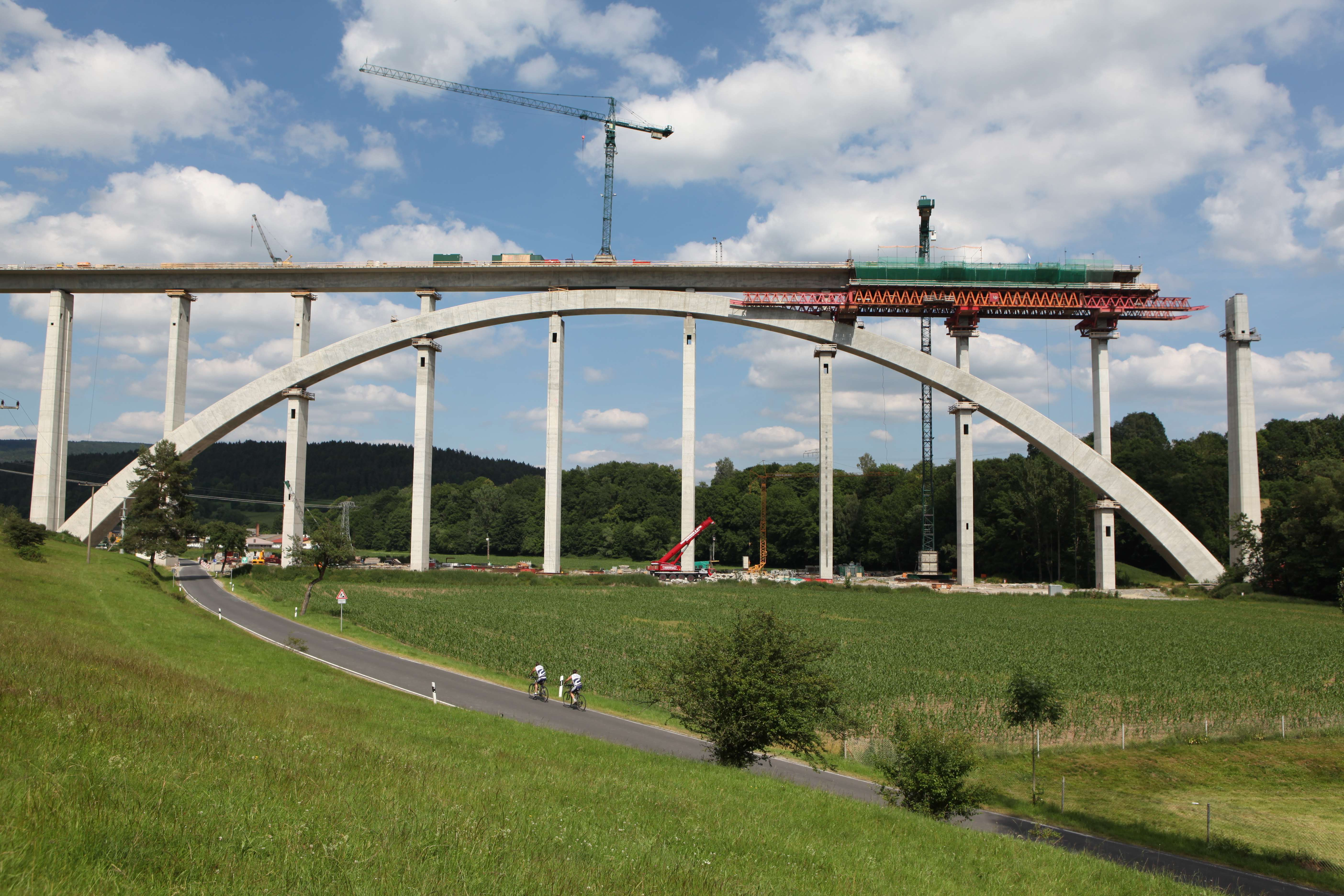
Bauzustand Juni 2010
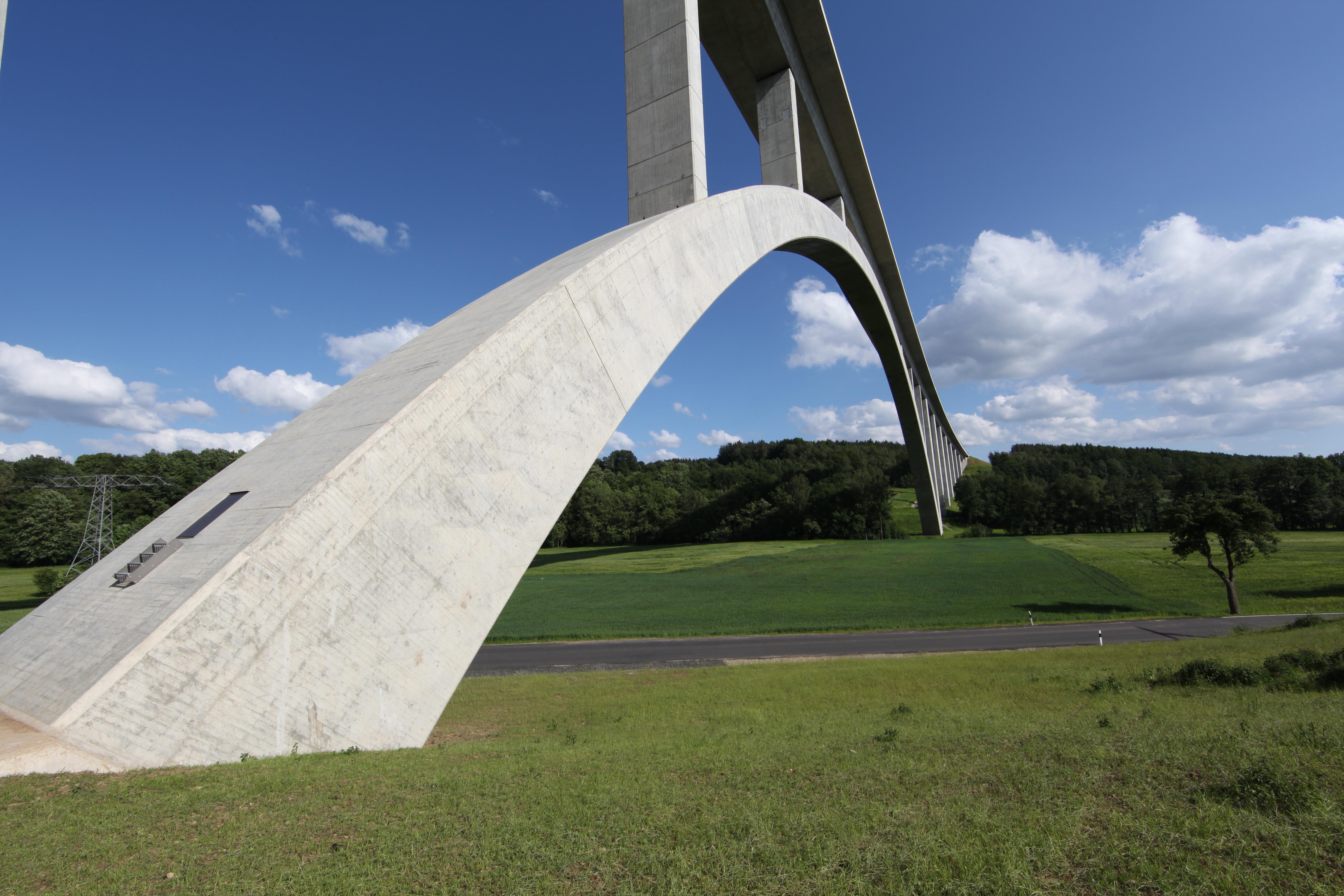
Juni 2012